# Kolejnictwo

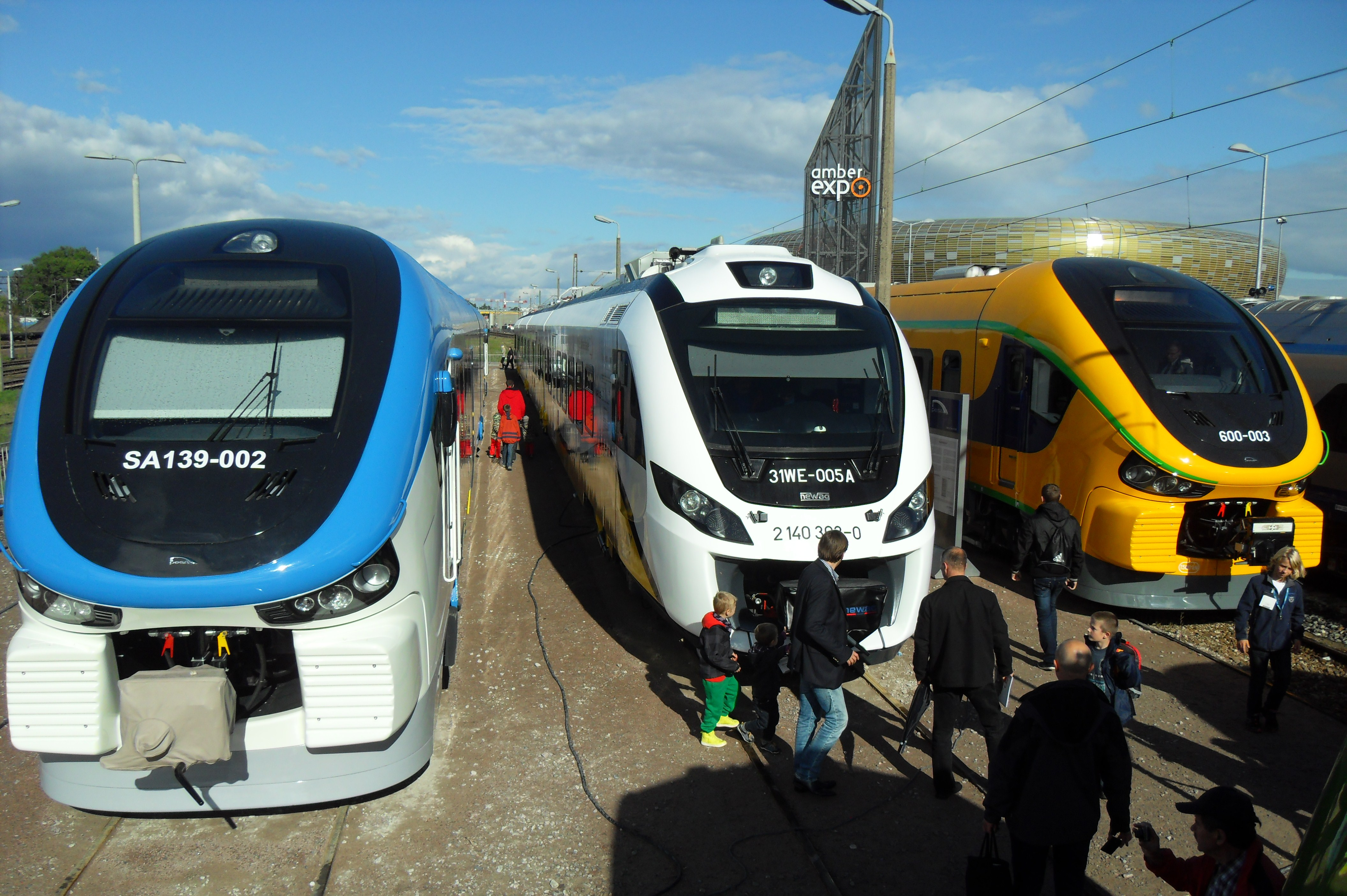
Kolejnictwo (zespoły trakcyjne)

Kolejnictwo – ogół zagadnień związanych z transportem kolejowym, a także gałąź gospodarki obejmująca te zagadnienia.
W skład przedsiębiorstw kolejowych mogą wchodzić różne służby związane z pracą kolei, jak np. służba zdrowia, służba socjalna, szkolnictwo, zaplecze techniczno-badawcze, jak też zakłady produkcyjne i naprawcze. Obecnie dąży się jednak do pozostawienia w przedsiębiorstwach kolejowych tylko służb ściśle związanych z pracą przewozową.